# Джосан, Николае
Николае Джосан (рум. Nicolae Giosan; 30 декабря 1921, Дрымбар, Румыния — 31 июля 1990, Бухарест, Румыния) — румынский учёный в области растениеводства.

## Биография
Родился Николае Джосан 30 декабря 1921 года в Дрымбаре, Румыния. В 1940 году поступил в Клужский университет, который он окончил в 1945 году и мечтал работать в СССР. В 1949 году его мечта сбылась — он переехал в Москву и на протяжении 3-х лет стажировался в МСХА. В 1952 году возвратился в Румынию и устроился работать сразу же в 2 института — Клужский и Бухарестский сельскохозяйственные институты, где он с 1953 по 1969 год являлся преподавателем. Позже руководил несколькими крупнейшими НИИ Румынии.
Дальнейшая судьба Николае Джосана неизвестна.

## Научные работы
Основные научные работы посвящены генетике, селекции и семеноводству сельскохозяйственных растений.

## Членство в обществах
- 1969—1974 — Президент Румынской академии сельскохозяйственных и лесных наук.
- 1972—1992 — Иностранный член ВАСХНИЛ
- 1973—? — Член-корреспондент Румынской АН.
- 1974—? — Член Румынской академии сельскохозяйственных и лесных наук.

## Награды и премии
- 1964 — Государственная премия СРР.

## Избранные сочинения
- Джосан Н. «Основы генетики», 1972.